# Ipomoea biflora
Ipomoea biflora (L.) Pers., 1805 è una pianta erbacea appartenente alla famiglia delle Convolvulaceae.

## Descrizione
I. biflora è una pianta annuale a portamento rampicante o strisciante, con fusti lunghi fino a 1–2 metri, coperti da peli grigiastri. Le foglie sono cuoriformi, lunghe 4–9,5 cm e larghe 3–7 cm, occasionalmente trilobate. I fiori hanno una corolla bianca campanulata lunga circa 12–19 mm con sepali lunghi 8–10 mm. Il frutto è una capsula sferica di circa 9 mm di diametro che contiene semi lunghi circa 4 mm.

## Distribuzione e habitat
La specie è nativa e diffusa in Australia e nella zona tropicale e subtropicale del Vecchio Mondo. Cresce su terreni incolti, dalla pianura fino alle zone di bassa montagna.